# Julia Doszna
Julia Doszna (ur. w Bielance) – łemkowska pieśniarka wykonująca utwory inspirowane muzyką ludową.

## Życiorys
Śpiewała od dzieciństwa. Przez wiele lat związana była z zespołem Łemkowyna, z którym występowała m.in. w Polsce, Kanadzie i Stanach Zjednoczonych. Doszna w swojej muzycznej twórczości inspiruje się muzyką ludową, w jej śpiewie obecne są charakterystyczne dla łemkowskiej melodyki czardaszowe rytmy, przeciągania i zawodzenia. Wykonuje również pieśni cygańskie, rumuńskie i chorwackie. Niejednokrotnie była gościem przeglądów i festiwali prezentujących kulturę mniejszości narodowych i etnicznych. O nagranej w 2003 z Krzysztofem Pietruchą płycie Czoho płaczesz „Gazeta Wyborcza” napisała: „jest przepojona nostalgią, w jakiś magiczny sposób przenikają się w muzyce smutek i nadzieja. Nie sposób słuchać jej bez wzruszenia”. Sama Doszna mówi, że „śpiew jest jej modlitwą”. Często występuje wspólnie z lutnistą Antonim Pilchem.

## Dyskografia[3]
- Z kolędami po Karpatach
- Tam na Łemkowynie (laureat Folkowego Fonogramu Roku 2000[5])
- 2002: Czoho płaczesz
- 2005: Immigrant
- 2008: Czado. Kolędy łemkowskie
- 2008: Pastorałki